# Phylloscopus humei
Il luì di Hume (Phylloscopus humei Brooks, 1878) è un piccolo uccello passeriforme della famiglia delle Phylloscopidae. Il suo stato di conservazione secondo la IUCN è a rischio minimo.
L'eponimo di questa specie è Allan Octavian Hume, un ornitologo britannico che visse in India tra il XIX e l'inizio del XX secolo.

## Descrizione e biologia
Il luì di Hume ha è verdastro nella regione superiore e color bianco sporco in regione ventrale. Possiede un supercilium lungo e penne remiganti terziare contraddistinte da una banda gialla; queste caratteristiche lo accomunano al luì forestiero (P. inornatus), da cui però si differenzia per altri aspetti, come il colore scuro delle zampe e della regione mandibolare.
La cova delle uova di P. humei dura in media 12 giorni; da ogni covata nascono 4-5 nuovi esemplari.

## Distribuzione e habitat
Il suo areale spazia dall'Asia centrale, dove è molto diffuso in particolare sui Monti Altaj, in Turkmenistan e in Kazakistan, fino al nord-est dell'Afghanistan, il Nepal, l'India settentrionale e il Bangladesh.
Occasionalmente il luì di Hume si spinge fino all'Europa occidentale, specie nel periodo autunnale; nel novembre 2015, per esempio, un esemplare è stato avvistato sulla collina di Montjuïc, a Barcellona.